# Marmoralkor
Marmoralkor (Brachyramphus) är ett släkte i familjen alkor inom ordningen vadarfåglar som förekommer utmed norra Stilla havets kuster. Släktet omfattar tre arter:
- Långnäbbad marmoralka (B. perdix)
- Marmoralka (B. marmoratus)
- Brunalka (B. brevirostris)